# Cristian Troncotă
Cristian Troncotă (n. 12 ianuarie 1954, București) este istoric și scriitor român, fost decan la Facultatea de Informații din cadrul Academiei Naționale de Informații iar in prezent este profesor universitar titular la Universitatea Lucian Blaga din Sibiu.

## Biografie
Cristian Troncotă s-a născut la data de 12 ianuarie 1954, în municipiul București. În tinerețe a jucat fotbal la echipele de pitici și juniori ai Rapidului. A absolvit cursurile Facultății de Istorie - Filosofie din cadrul Universității București (1980). Intre 1984-1989 a fost ofiter (locotenent major) de securitate, cercetator in Compartimentul Arhiva, iar între 1990-1994, în cadrul Arhivei Serviciului Român de Informații.
A obținut în anul 1997 titlul științific de doctor în istorie militară la Academia de Înalte Studii Militare din București, cu teza Rolul Serviciului Special de Informații în fundamentarea politicii si artei militare românesti în perioada 1937-1945, elaborată sub coordonarea științifică a generalului de brigadă (r) prof. univ. dr. Nicolae Ciobanu.
A lucrat apoi ca lector (1994-1999), conferențiar (1999-2001) și profesor universitar (din 2001-2009) la Academia Națională de Informații, care pregătește ofițerii SRI. A predat cursurile de Știință militară informații și Istoria serviciilor de informații.
A fost secretar științific al Senatului Academiei Naționale de Informații (1997-2003) și apoi decan al Facultății de Informații din cadrul ANI (2003-2008). Din anul 2007 este conducător de doctorat în Știință militară informații si securitate nationala la Academia Națională de Informații si decan al Scolii Doctorale (2008-2009).ÎIn anul 2009 este trecut in rezerva cu gradul de general de brigadă și în retragere din 2019. Începând cu 1 octombrie 2013 a fost profesor universitar titular la Facultatea de Științe Socio-Umane a Universității „Lucian Blaga” din Sibiu și din 2019 profesor cu contract la plata cu ora la aceeași universitate sibiană. Predă cursuri pe teme legate de istoria serviciilor de informații și studiile de securitate.
Cristian Troncotă este membru în comitetul de conducere și coordonare a activității Comisiei
române pentru studiul celui de-al doilea război mondial (1995-2000), membru al Comisiei Române de Istorie Militară (din 1999), membru al Societății de Științe Istorice din România (din 2001).

## Lucrări publicate
- Eugen Cristescu: Asul serviciilor secrete românești: memorii, mărturii, documente: [memorii 1916-1944] (Ed. R.A.I. / Roza Vânturilor, 1994)
- Mihail Moruzov și frontul secret, Editura Elion, București, 2004; ediția a IV, editura Paul Editions, 2020;
- România și frontul secret, 1859-1945, Ediția a II-a, Editura Elion, București, 2014;
- Istoria serviciilor secrete românești. De la Cuza la Ceaușescu, Editura Ion Cristoiu, București 1999; ediția a III-a, 3 vol., Editura Paul Editions, 2020 ;
- Serviciile secrete ale Franței, Germaniei, Italiei, Spaniei și Portugaliei înainte și după Războiul Rece (Ed. Elion, București, 2004), 205 pag. - în colaborare cu Ioan Bidu și Horațiu Blidaru
- Glorie și tragedii. Momente din istoria Serviciilor de informații române pe frontul de Est (1941-1944), Editura Nemira, București 2003; ediția a II-a adăugită, Editura Paul Editions, 2022 ;
- Coordonate de securitate (Ed. ANI, București, 2005), 220 pag. - în colaborare cu Ioan Bidu
- Duplicitarii. O istorie a Serviciilor de Informații și Securitate ale regimului comunist din România. 1965-1989, ediția a II-a revăzută și adăugită, Editura Elion, București, 2014;
- Neliniștile insecurității (Ed. Tritonic, 2005)
- Torționarii. Istoria instituției Securității regimului comunist din România (1948 –1964) (Ed. Elion, București, 2006)
- Instituțiile comunității de intelligence, (în colaborare cu Mihai Marcel Neag și Vasile Tabără), Editura Academiei Forțelor Terestre „Nicolae Bălcescu”, Sibiu, 2014;
- Momente și personalități din istoria serviciilor secrete românești (1924-1989), Editura Elion, București 2017;
- Prăbușirea mitului Securității. Adevăruri ascunse despre generalul Iulian Vlad și instituția Securității regimului communist din România (în colaborare cu Corvin Lupu), Editura Elion, București 2018;
- Trădarea se cuibărise demult în D.S.S. Dialoguri despre cum era supravegheată instituția Securității regimului communist din România, (în colaborare cu Constantin Aioanei), Editura Elion, București 2019;
- Securitatea noastră cea de toate zilele, (în colaborare cu Flori Bălănescu), Editura Corint, București 2020;
- Omul de taină al Mareșalului. Destinul unui mare român , vol. I, Editura Paul Editions, București 2020; Omul de taină al Mareșalului. Eugen Cristescu, directorul Serviciului Special de Informații. Memorii (1916-1944) și Mărturii (1940-12950), Vol. II,  Editura Paul Editions, București 2020 ;
- Intelligence și servicii secrete, editura Paul Editions, 2020.
- Careul de ași. Din istoria serviciilor de informații după încheierea Războiului Rece, (în colaborare cu Horațiu Blidaru), Ediția a doua, Editura Paul Editions, 2020.

## Studii și articole
- The Evolution of the Relations between Romanian and Soviet intelligence security Agenties (1969-1989). În „On both sides of Iron Curtain”, Acta of the International Conference (Bucharest, May 9-10, 2000), Military Publishing House, 2001, p. 49-54
- Le camp de travail force , în "Totalitarism Archives", an IV-V, nr. 13-14, 4/1996-1/1997, p. 261-277;
- About the Espionage Activity of the Romanian Communist Regime, 1965/1989, în „Totalitarianism Archives”, National Institute for the Study of Totalitarianism, nr. 1-2, 2002, pp.215-233.
- Tactica rețelelor paralele. Contrainformațiile militare neutralizează agenți sovietici". În "Armata României la început de secol. Posibile opțiuni și evoluții” – Sesiunea de comunicări științifice a Academiei de Înalte Studii Militare – 26 aprilie 2001, București, 2001, p.281-292.
- Necesitatea restructurării serviciilor secrete ale SUA și războiul informațional. În „A VIII-a sesiune de comunicări științifice” – Siguranța națională într-o lume a globalizării, Editura ANI, București, 2002, p.103-113 - în colaborare cu Horațiu Blidaru.
- Din istoria SSI. Misiune în Cehoslovacia ocupată. În “Magazin istoric”, iunie 2004.
- Masacrul de la Sibiu din decembrie 1989 în Arhivele Totalitarismului, nr.3-4, 2014, pp. 108–120
- Discursul antisecurist în spațiul public românesc - momentul decembrie 1989, în  „Studia Securitatis”, an IX, nr. 3/2015, Sibiu, pp. 68-88.
- Abuzuri și crime ale evreilor împotriva românilor din Basarabia, în „Lumea”, nr. 9/2022, pp. 66-78.

## Premii
- Premiul D.A. Sturzda (1997) pentru cartea Eugen Cristescu - Asul Serviciilor Secrete Române
- Premiul Nicolae Iorga (2000) oferit de Fundația Magazin Istoric pentru cartea Istoria serviciilor secrete românești de la Cuza Vodă la Nicolae Ceaușescu
- Premiul I pentru articolul Consiliul Superior al Apărării Țării (CSAT) din perioada interbelică, strămoșul Consiliului Suprem de Apărare a Țării de azi oferit de Directorul SRI, George Cristian Maior, cu ocazia împlinirii a cinci ani a revistei „Intelligence”.
- Brevet și plachetă Honoris Causa  din partea Societății Culturale   Art – Emis Academy „Pentru merite excepționale în domeniul științific și promovarea valorilor românești în plan internațional” 2012.
- Diplomă de excelență din partea Asociației Pro România Europeanâ „Pentru promovarea culturii și spiritualității românești, pentru performanțele în cercetarea istoriografică, pentru fidelitatea față de valorile supreme ale patriei”, 2012
- Diplomă și medalie „Profesor Bolognia” oferite în data de 9 mai 2009 de către Asociația Națională a Studenților din România;
- Premiul „Aurel Sacerdoțeanu” oferit la 25 aprilie 2007 de Romanian International Bank S.A. pentru volumul Documente SSI despre poziția și activitatea grupurilor politice din România, 6 septembrie 1940-23 august 1944, 2 vol;

### Interviuri
- "Oamenii sunt profesioniști". De multe ori nici nu știu pe cine filează și nici de ce[nefuncțională]
, 15 decembrie 2010, Jurnalul Național
- Să fim bucuroși că avem ziariști care sunt și buni ofițeri de informații[nefuncțională]
, 16 decembrie 2010, Carmen Dragomir, Jurnalul Național
- In arhiva au rămas doar documentele inofensive[nefuncțională]
, 5 aprilie 2005, Lavinia Betea, Jurnalul Național
- Istoricul Cristian Troncotă: „Pacepa, agentul rușilor, a dat cea mai cruntă lovitură spionajului românesc“, 27 martie 2013, Ciprian Stoleru, Adevărul
- Dr. Constantin Stan, În dialog cu prof. univ. dr. general de brigadă (rtr) Cristian Troncotă, privind perioada 1989-2019, Ed. Info, Craiova, 2020;